# Eupithecia iberica
Eupithecia iberica là một loài bướm đêm trong họ Geometridae.